# Khomeynishahr
Khomeynishahr of Khomeyni Shahr of Stad van Khomeini (Perzisch: خمينی شهر) is een stad in de provincie Isfahan in Iran. Het is tevens het administratieve centrum van de landelijke districten Marbin-e Sofla en Marbin-e Vosta. Bij de volkstelling van 2016 had Khomeynishahr 247.218 inwoners en maakt deel uit van het grootstedelijk gebied Isfahan.
De stad stond oorspronkelijk bekend als Sedeh. In de jaren 1930 werd de naam veranderd in Homayunshahr. Na de Iraanse Revolutie van 1979 werd de stad hernoemd naar Khomeynishahr (wat "Stad van Khomeini" betekent), ter ere van ayatollah Khomeini. De lokale bevolking blijft de stad Sedeh noemen. Er zijn pogingen gaande om de naam van de stad terug te brengen naar de historische naam Mehrbin (مهربین).